# Lernanthropus gisleri
Lernanthropus gisleri är en kräftdjursart som beskrevs av van Beneden 1852. Lernanthropus gisleri ingår i släktet Lernanthropus och familjen Lernanthropidae. Inga underarter finns listade i Catalogue of Life.